# Dongxiaochou
Dongxiaochou (kinesiska: 东小仇, 东小仇镇) är en köping i Kina. Den ligger i provinsen Henan, i den centrala delen av landet, omkring 86 kilometer väster om provinshuvudstaden Zhengzhou.
Genomsnittlig årsnederbörd är 666 millimeter. Den regnigaste månaden är juli, med i genomsnitt 134 mm nederbörd, och den torraste är december, med 7 mm nederbörd.